# D-450
Die D-450 (russisch Д-450) ist eine auf dem sowjetischen Lastwagen MAZ-502 basierende schwere Schneefräse, die von 1960/61 bis 1966 in Serie gebaut wurde. Die Schneeräumtechnik wurde in einem Werk in Rybinsk entwickelt, die Serienproduktion erfolgte im Straßenmaschinenwerk Udarnik in Minsk. Die Maschinen wurden wegen ihrer hohen Räumleistung von bis zu 1500 Tonnen Schnee pro Stunde sowohl auf Straßen als auch auf Flugplätzen eingesetzt. Nachfolger wurde die ab 1966 gebaute D-902, basierend auf dem Ural-375.

## Fahrzeuggeschichte

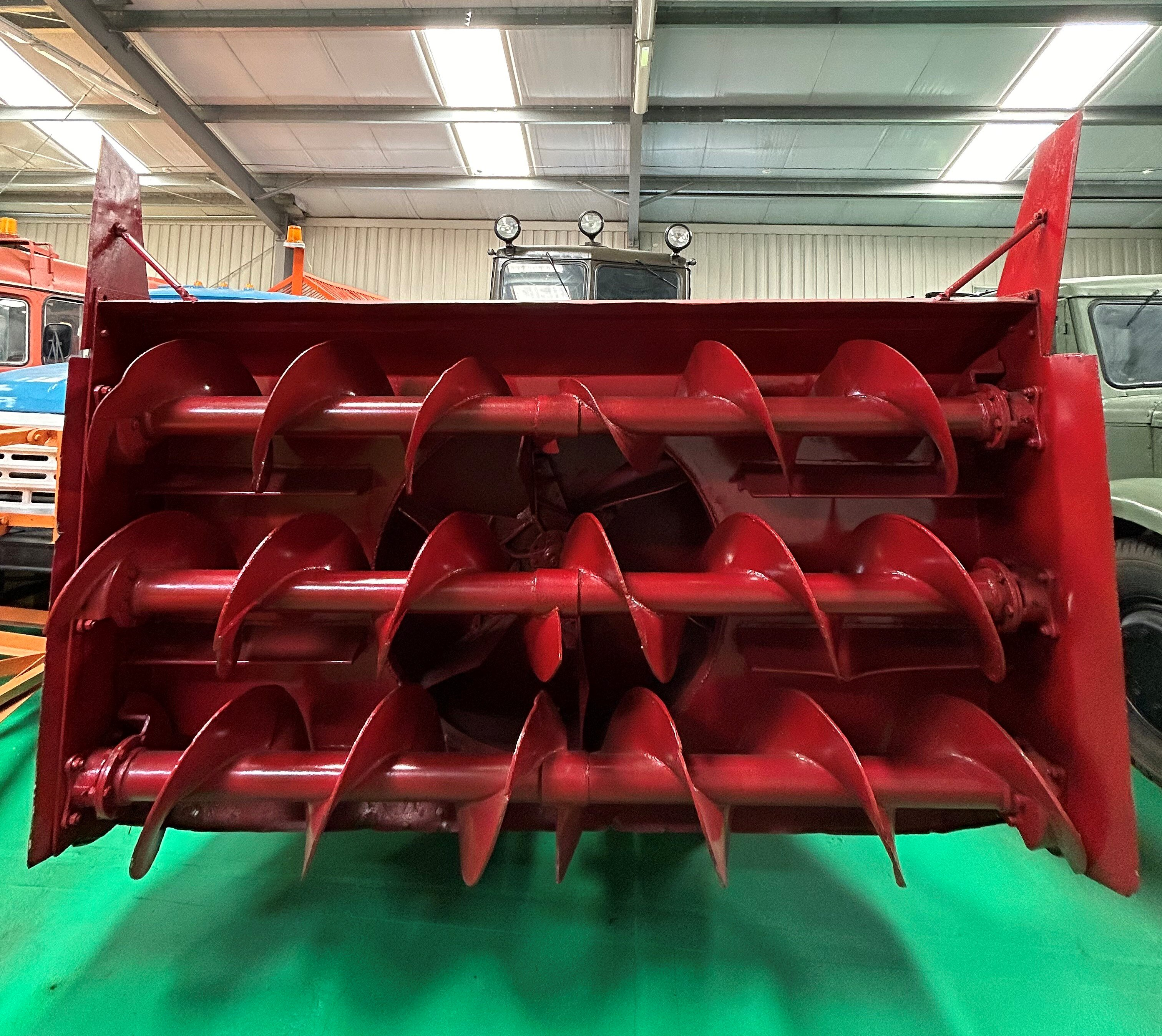
Frontansicht des Fahrzeugs, hinter den drei Förderschnecken befindet sich der Rotor des Fräswerks (2024)

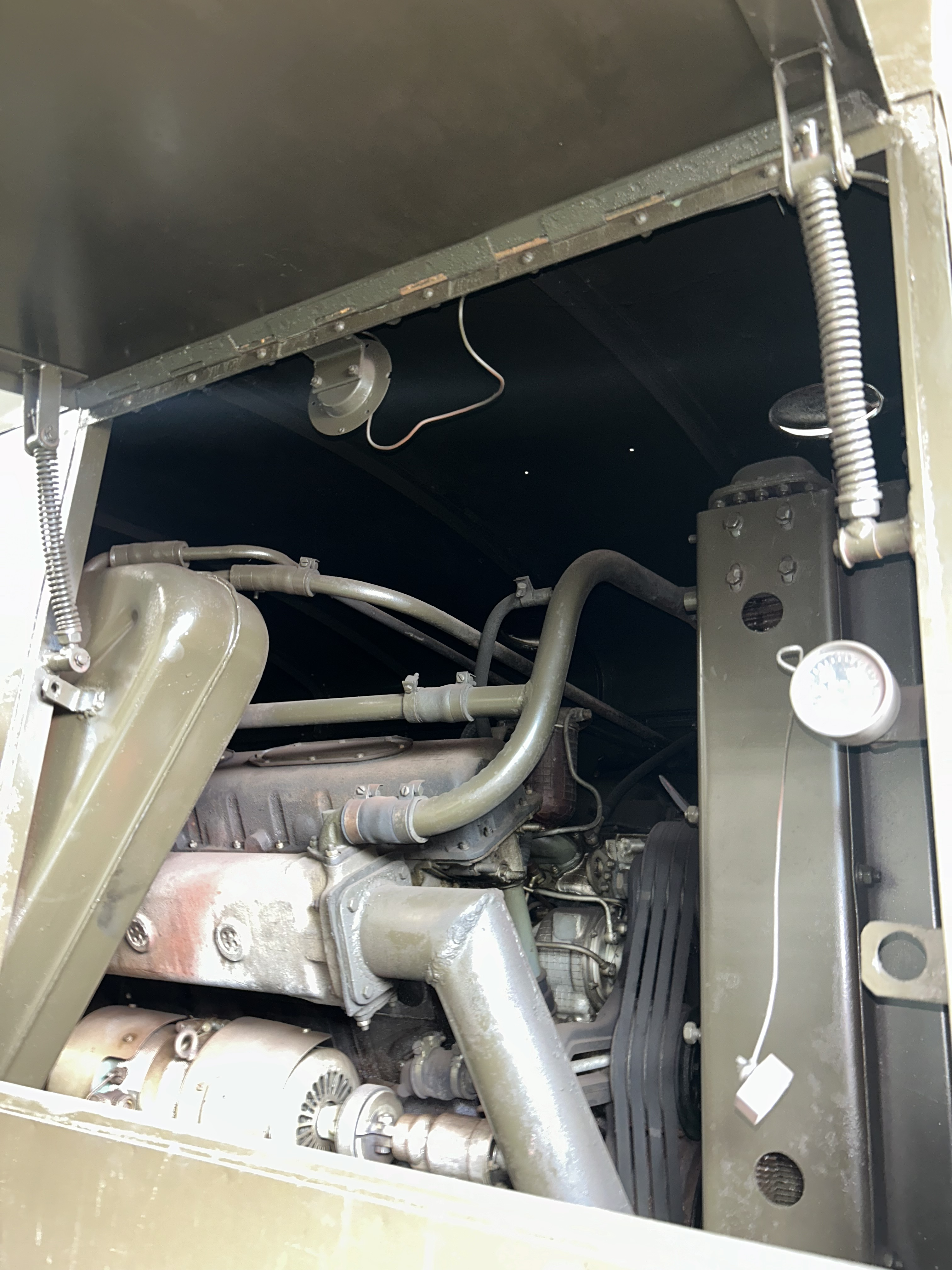
Blick auf Teile des Antriebsmotors der Fräse (2024)

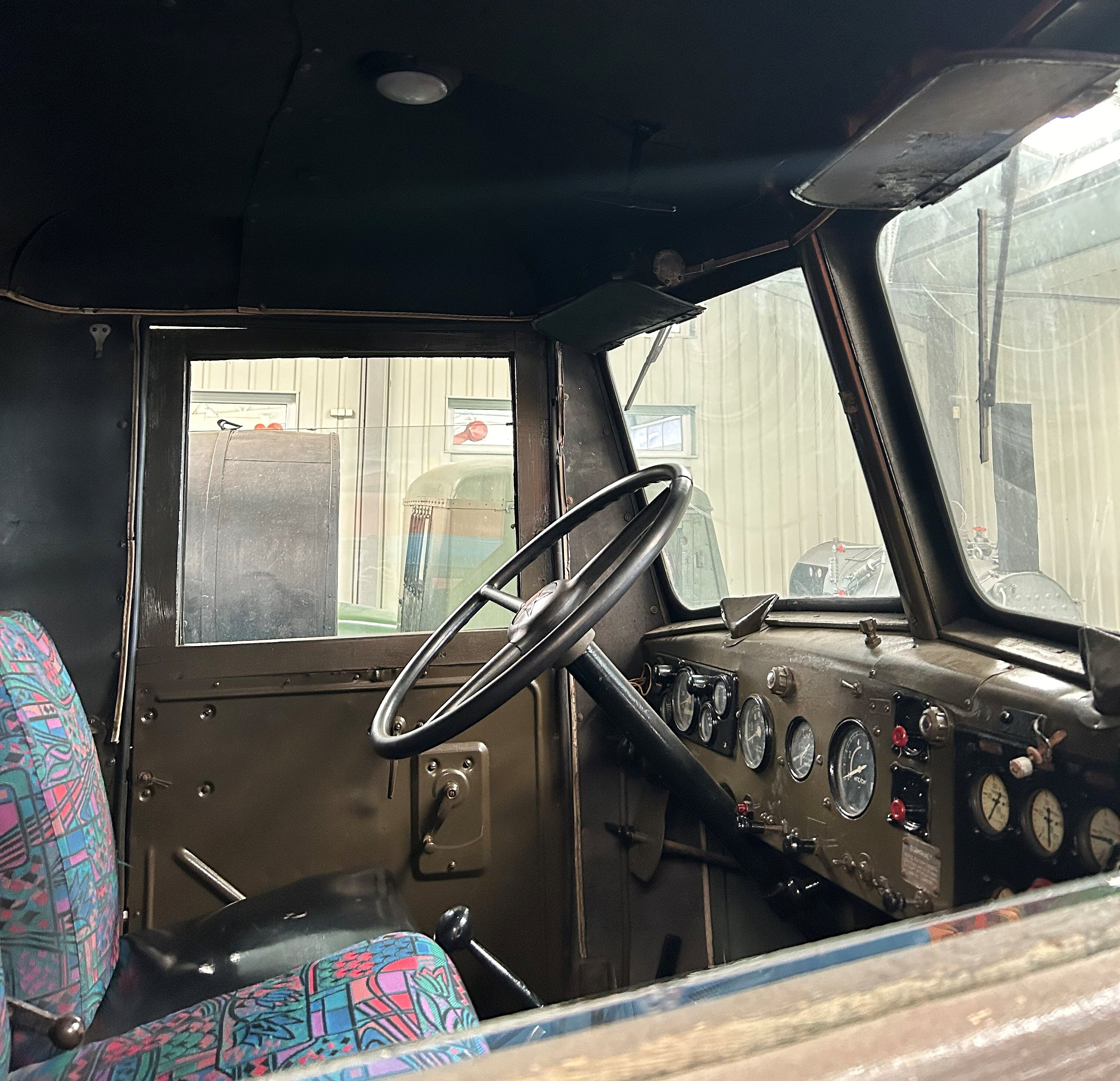
Innenansicht des Fahrerhauses, die Bedienelemente und Zusatzinstrumente für die Schneefräse befinden sich auf der Beifahrerseite (2024)

Verschiedene schwere Schneefräsen auf Lastwagenbasis wurden in der Sowjetunion bereits in den 1950er-Jahren gebaut, beispielsweise das Modell D-262 auf Basis des ZIS-151. Ab 1959 fertigte Sewdormasch die D-470 in Großserie. Die D-450 auf Basis des Allradlastwagens MAZ-502 aus dem Minski Awtomobilny Sawod wurde in den ausgehenden 1950er-Jahren in einem Straßenmaschinenwerk in Rybinsk in der RSFSR entwickelt. Im Winter 1960 fand die Werkserprobung statt, anschließend begann das Udarnik-Werk in Minsk mit der Serienfertigung. Von Januar bis März 1961 wurde an Maschine Nummer 57 (bereits aus der Serienfertigung) noch einmal eine ausführliche Gütekontrolle mit Erprobung unter Einsatzbedingungen vorgenommen.
Anders als zum Beispiel bei der kleineren D-470 auf Basis des ZIL-157 wurde der Motor des Lastwagens nicht ausgebaut. Er sorgt nach wie vor für den Antrieb des Fahrzeugs. Als Antrieb der Fräse wurde zusätzlich ein Dieselmotor vom Typ 2D-12 im Aufbau untergebracht. Der V12 mit knapp 40 Litern Hubraum leistet 300 PS (221 kW) und ist ein gedrosseltes Derivat des Panzermotors W-2, wie er in fast allen sowjetischen Kampfpanzern seit dem T-34 genutzt wurde. Später wurde auch eine überarbeitete Variante des Motors mit der Bezeichnung 2D-12B eingebaut.
Der Fräskopf hat eine Arbeitsbreite von 3 m. Er besteht aus drei Förderschnecken, die den Schnee nach innen befördern und einen Rotor 1,2 m Durchmesser, der den Schnee zur Seite auswirft. Höhe und Richtung des Auswurfs sind hydraulisch verstellbar, die maximale Wurfweite beträgt etwa 35 m. Die gesamte Fräseinrichtung ist durch einen Hilfsrahmen mit zwei Holmen mit dem Fahrzeug verbunden und ist hydraulisch höhenverstellbar, um zwischen Transport- und Arbeitsstellung wechseln zu können. Zur Bedienung ist eine Person ausreichend, die Bedienelemente befinden sich im Fahrerhaus. Außerdem bestand mittels zusätzlicher Ausrüstung die Möglichkeit, Schnee direkt auf Lastwagen zu verladen.
Die Maschinen wurden sowohl zivil im Winterdienst als auch von der Sowjetarmee genutzt, um Flugplätze vom Schnee freizuhalten. Hier wurde sie auch schon bei eher geringen Schneemengen benötigt, da sie die von den Schneepflügen zusammengeschobenen Schneewälle von der Landebahn entfernte. Die empfohlene Schneehöhe liegt für die D-450 bei 100 bis 170 cm. Sie wurde explizit dafür konstruiert, auch hohe Schneeverwehungen beseitigen zu können, zu diesem Zweck wurde sie im zivilen Straßenverkehr auch noch Ende der 1960er-Jahre genutzt. Die Serienfertigung der Schneefräsen endete 1966, seit diesem Zeitpunkt wurde für die Aufgaben der D-450 die D-902 als Nachfolger auf Basis des Ural-375 gebaut. Auch die Fertigung des MAZ-502 wurde 1966 endgültig eingestellt. In die letzten Exemplare der Fahrzeugfamilie um den MAZ-200, zu der auch der MAZ-502 gehört, wurden bereits V6-Viertakt-Dieselmotoren vom Typ JaMZ-236 mit 180 PS (132 kW) eingebaut. Entsprechende technische Daten sind auch für die D-450 überliefert, wobei nicht sicher ist ob die Motoren ab Werk eingebaut wurden, oder zum Beispiel bei späteren Generalreparaturen nachgerüstet wurden.
Heute ist wahrscheinlich nur noch eine D-450 erhalten, sie kann im Litauischen Straßenmuseum in Vievis besichtigt werden.

## Technische Daten
Die technischen Daten der D-450 schwanken je nach Quelle leicht, da über den Bauzeitraum am Lkw-Fahrgestell verschiedene Modifikationen vorgenommen wurden. Die hier angegebenen Daten beziehen sich auf den Stand von 1962, mit Stern markierte Angaben auf die letzten Fahrzeuge um 1966.
- Basisfahrzeug: MAZ-502
- Antrieb:
- Fahrmotor: R4-Zweitakt-Dieselmotor, wassergekühlt
  - Motortyp: JaAZ-204W
  - Leistung: 130 PS (96 kW)
  - Hubraum: 4650 cm³[7]
  - Verdichtung: 17:1[7]
- Fräsenmotor: V12-Viertakt-Dieselmotor, wassergekühlt
  - Motortyp: 2Д-12 (deutsch 2D-12)
  - Leistung: 300 PS (221 kW)
  - Hubraum: 38.880 cm³
- Getriebe: mechanisches Fünfganggetriebe mit Rückwärtsgang
- Untersetzungsgetriebe: mechanisch, zweistufig
- Fahrgeschwindigkeit: 50 km/h
- Arbeitsgeschwindigkeit: 0,8 km/h
- Antriebsformel: 4×4

Abmessungen und Gewichte
- Länge: 8200 mm
- Breite: 2950 mm
- Höhe: 2820 mm
- minimale Bodenfreiheit: 240 mm
- Gewicht im einsatzbereiten Zustand: 13.354 kg, auch 13.600 kg* angegeben.
- Wendekreis: 24 m
- maximale räumbare Schneemenge pro Stunde: 1402 Tonnen, später 1500 Tonnen*
- Wurfweite: 35 m, später auch 25 m* angegeben.
- Arbeitsbreite: 3 m
- maximale Schneehöhe: 1700 mm
- Durchmesser der Förderschnecken: 450 mm
- Durchmesser Rotor: 1220 mm
- Drehzahl Förderschnecken: 289 und 377 min−1
- Drehzahl Rotor: 301 und 392 min−1
- Druck im Hydrauliksystem: 50 bar